# Carlos de Gurrea

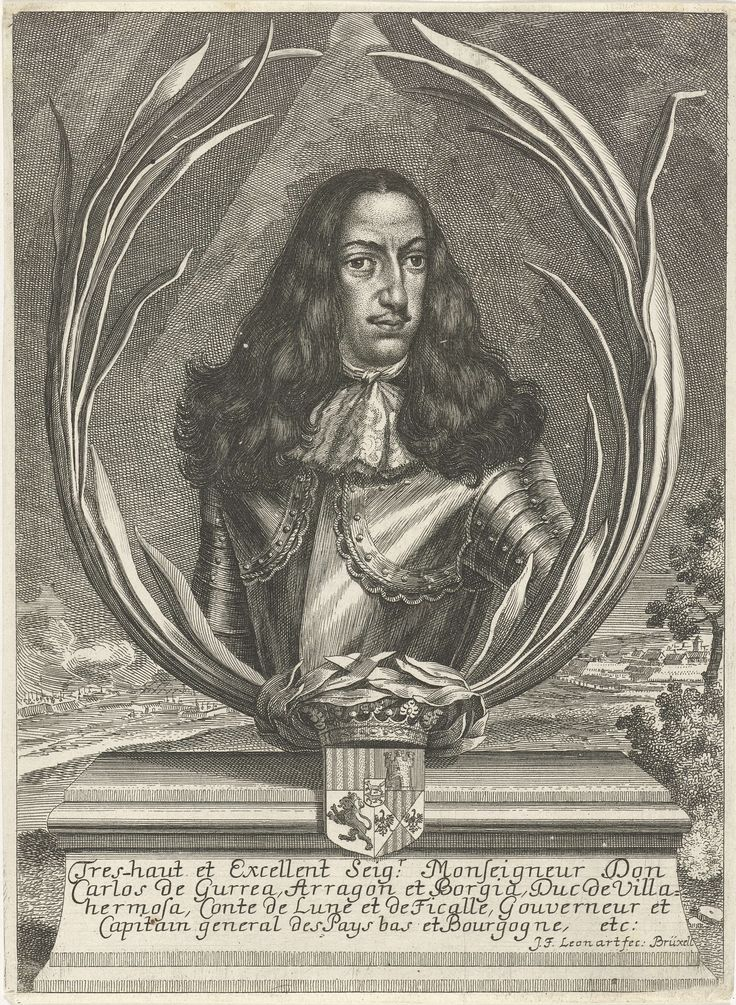
Carlos de Gurrea, Johann Friedrich Leonart, 1675/77, Rijksmuseum

Carlos de Aragón de Gurrea y de Borja, 9. Duque de Villahermosa (ursprünglich Carlos de Borja de Aragón de Gurrea y Alagón; * 18. August 1634 Pedrola; † 14. April 1692 Saragossa) war ein spanischer Adliger, Vizekönig und Gouverneur.

## Biografie
Carlos de Gurrea war der Sohn und Erbe von Fernando Manuel de Aragon de Gurrea y de Borja (* 1613), 8. Duque de Villahermosa, und Juana Luisa de Aragón y Alagón, 3. Condesa de Luna
Er war Statthalter der habsburgischen Niederlande von 1675 bis 1677, wobei die spanische Autorität über die Region rein nominell war. Frankreich und die Niederlande konnten die Schlacht bei Cassel (1677) hier schlagen, ohne von den Spaniern daran gehindert zu werden.
Gegen Ende seiner Amtszeit erhielt er als Verstärkungen vom spanischen Gouverneur des Herzogtums Mailand, Claude Lamoral, 3. Prince de Ligne, die Kavallerieeinheit des Tercio de Valladares unter dem Befehl von Feldmarschall Isidoro de la Cueva y Benavides. Kurz danach wurde er durch Alessandro Farnese ersetzt, der dann von 1678 bis 1682 Statthalter war.
Unter seiner Herrschaft wurde die Brüsseler Militärakademie (Königliche und Militärakademie der niederländischen Armee) von Sebastián Fernández de Medrano verstärkt, der unter seinen Studenten flämische Ingenieure hatte, die ähnlich effizient waren wie Prospero Jorge de Verboom.
1678 wurde Carlos de Gurrea Aragon y Borja in den Orden vom Goldenen Vlies (spanischer Zweig, Nr. 505) aufgenommen. Von 1688 bis 1690 war er Vizekönig von Katalonien und starb zwei Jahre später.
Carlos de Gurrea war seit 1656 mit Maria Enriquez de Guzmán y Cordoba († 1695) verheiratet. Das Paar blieb kinderlos. Um seine Erbschaft (Titel und Besitz) entbrannte ein Rechtsstreit zwischen den aragonischen Adelsfamilien, der erst 58 Jahre später beigelegt wurde. Unter den Prätendenten war Josefa Francisca Luisa Antonia Cristófora Felipa de Gurrea y Aragón de Castro Pinós y Ximénez de Cerdán (1663–1699), eine entfernte Verwandte und Nachfahrin des 2. Herzogs von Villahermosa, deren Enkel schließlich als 10. Herzog anerkannt wurde.